# Trimorphodon paucimaculatus
Espèce
Synonymes
- Trimorphodon lambda paucimaculata Taylor, 1938

Trimorphodon paucimaculatus  est une espèce de serpents de la famille des Colubridae.

## Répartition
Cette espèce est endémique du Sinaloa au Mexique.

## Description
L'holotype de Trimorphodon paucimaculatus mesure 880 mm dont 142 mm pour la queue. Cette espèce présente une teinte gris lavande. Vingt taches en forme de selle, de couleur brun lavande, marquent son corps et dix autres sa queue. Sa face ventrale est crème sale avec quelques taches lavande sombre.

## Étymologie
Son nom d'espèce, du latin pauci, « peu », et maculatus, « tacheté », lui a été donné en référence à sa livrée.

## Publication originale
- Taylor, 1938 "1936" : Notes on the Herpetological Fauna of the Mexican State of Sinaloa. The University of Kansas science bulletin, vol. 24, n. 20, p. 505-530 (texte intégral).